# Música repetitiva
Música repetitiva é uma técnica musical que consiste na repetição de trechos musicais na criação ou apresentação da composição. Exemplos incluem música minimalista, krautrock, música disco (e derivados como house music), algumas variações de techno, composições de Igor Stravinsky e método Suzuki.

## Tipos
A música repetitiva é associada negativamente à pulsão de morte freudiana. Theodor Adorno prove um exemplo de sua crítica a Igor Stravinsky, cujo ostinato se assemelha a condições catatônicas. Em certas esquizofrenias, o processo pelo qual o sistema motor se torna independente leva a uma repetição infinita de gestos ou palavras, seguida da deterioração do ego. Uma crítica similar é feita ao Bolero de Ravel.
Wim Mertens argumenta que na música repetitiva prevalece a repetição a serviço da pulsão de morte. A repetição não é a repetição de elementos idênticos, nem a reprodução, mas sim a repetição de idênticos noutra forma. Na música tradicional, a repetição é uma forma de criação de reconhecimento, a reprodução a fim de representar o ego. Na música repetitiva, a repetição não se refere a eros e o ego, mas à libido e a pulsão de morte.
A música repetitiva também é associada à jouissance lacaniana. David Schawrz argumenta que a repetição em Nixon in China de John Adams prende o ouvinte num corredor doO Real, enquanto Naomi Cumming argumenta que os ostinatos de cordas de Different Trains de Steve Reich são peças prearticuladas dO Real que provem um refúgio do holocausto e seu "horror de identificação".

## Disco, house e rave
Os DJ em casas noturnas da década de 1970 tocavam uma mixagem de longas gravações de disco para manter as pessoas dançando por toda noite. O compacto de doze polegadas foi popularizado para esse propósito. Ainda que canções de música disco possuem elementos repetitivos tais como batidas fortes persistentes, eles são contra-balanceadas com a variedade musical de arranjos orquestrais e mixagens que adicionam nova textura à música.
Os gêneros de música eletrônica dançante que seguiram a disco nas décadas de 1980 e 1990 tais como house music e techno mantiveram as batidas introduzidas, mas não usavam arranjos de orquestra. Elas usavam um som era mais minimalista. Na década de 1990, desenvolveu-se a música rave, uma música eletrônica energizante que depende fortemente de samples.